# Этнография башкир
Этнография башкир ― раздел этнографии, занимающейся фактологическими, описательными исследованиями быта и культуры башкир, их происхождением, этногенезом, ассимиляцией, расселением, культурными историческими связями с другими народами.

## Методы этнографии
Основные методы этнографии — непосредственные наблюдения; использование письменных источников, вещественные памятники, социологические методы исследования. Этнография башкир тесно связана с историей, археологией, географией (на рубеже с ней возникла этногеография), антропологией, языкознанием, фольклористикой, с природоведческими науками и др.

## Древние сведения о башкирах
Первые упоминания и описания башкир сделали:
- Арабские путешественники Саллам Тарджеман (IX в.), Ибн-Фадлан (X в.), Ал-Масуди (X в.), Эль-Балхи (X в.), Ал-Андалузи (XII в.), Идриси (XII в.), Ибн-Саид (XIII в.), Якут (XIII в.), Казвини (XIII в.), Димешки (XIV в.), Абульфред (XIV в.). Ученый Рашид-ад-Дин (1247—1318 гг.) Тюрколог Махмуд Кашгарий ибн Хусайн ибн Мухаммад[1] писал о башкирском языке.
- Западно-Европейские путешественники XIII века Юлиан, Плано Карпини и Гильом де Рубрук, Константин Багрянородный (905—959 гг.)
- Одно из первых этнографических описаний башкир сделал посол багдадского халифа аль Муктадира к царю волжских булгар Ибн-Фадлан. Он побывал среди башкир в 922 году, где вел путевые записи. По его описаниям, башкиры были воинственными и могущественными, занимались скотоводством. Мужчины брили бороду. Башкиры почитали двенадцать богов: зимы, лета, дождя, ветра, деревьев, людей, лошадей, воды, ночи, дня, смерти, земли и неба, среди которых главным был бог неба, который объединял всех и находился с остальными «в согласии и каждый из них одобряет то, что делает его сотоварищ». Некоторые башкиры обожествляли змей, рыб и журавлей. Наряду с тотемизмом Ибн-Фадлан отмечает шаманизм.

По материалам русских источников в «Книге Большому Чертежу или Древняя Карта Российского государства» упоминается местопребывание, занятия и пища башкир (мед, зверь, рыба).
Важными историческими источниками являются башкирские шежере.
В 18 веке этнографические сведений о башкирском народе собирали и публиковали В. Н. Татищев, П. И. Рычков, И. И. Лепехин, П. С. Паллас, И. Г. Георги.

## Этнография башкир в трудах ученых XVIII — середины XIX века
В 19 веке продолжался сбор историко-этнографических материалов о башкирах. Были опубликованы труды Н. С. Попова «Хозяйственное описание Пермской губернии по гражданскому и естественному её состоянию в отношении к земледелию, многочисленным рудным заводам, промышленности и домоводству» (1804 г.). В них содержатся ценные этнографические материалы о северных и зауральских башкирах начала XIX в.
По программе Русского географического общества было опубликовано «Описание Оренбургской губернии в хозяйственно-статистическом, этнографическом и промышленном отношениях» (Уфа, 1859) В. М. Черемшанского. Ученые П. М. Кудряшов, В. И. Даль, В. С. Юматов, П. И. Небольсин, В. Зефиров, И. Казанцев, Р. Г. Игнатьев, М. В. Лоссиевский, Ф. Д. Нефедов, С. Г. Рыбаков внесли большой вклад в изучение истории, устного народного творчества башкирского народа.
В конце 19 века опубликованы очерки А. Л. Игнатовича, В. А. Арнольдова «Пища башкир», Л. Берхгольц и др.с описаниями быта башкир. Описания обычаев, преданий башкир были сделаны и самими башкирами — П. С. Назаров, Б. М. Юлуев, М. А. Куватов, М. Баишев, М. И. Уметбаев.

## Этнография башкир с середины XIX века — начале XX века
В начале XX века в области этнографии башкир работал С. И. Руденко. В монографии «Башкиры» (1925 г.) он впервые дал полную характеристику физического типа башкир, их образа жизни, материальной и духовной культуры, рассматривал проблемы этногенеза и истории народа. Им создана этногрфическая коллекция по башкирам в Русском музее (Санкт-Петербург), ныне это Российский этнографический музей. Проблемы этногенеза башкир изучались учеными В. И. Филоненко, А.-З. Валидовым.

## Этнографическое изучение башкир с 1920 г. до середины 50-х годов
В 20-40-е годы в СССР были изданы труды Общества по изучению быта, истории и культуры башкир (Вып. 1-2. Стерлитамак). В 1925 году начал выходить журнал общества «Башкорт аймагы». В нём и в ежегоднике «Башкирский краеведческий сборник» были опубликованы материалы по этногенезу башкир. В 1927 году была организована Башкирская экспедиция АН СССР во главе С. Руденко. Экспедиция 2 года изучала археологию, этногенез языка, фольклор башкир.

## Исследование этнографии башкир с середины 1950-х по 2000 годы
В 50-60-е годы в Уфе начинает складываться школа этнографов. Изданы книги Р. Г. Кузеева «Очерки исторической этнографии башкир (родоплеменные организации башкир в XVII—XVIII вв.)» (ч.1, 1957), «Башкирские шежере» (1960); С. А. Авижанской, Н. В. Бикбулатова, Р. Г. Кузеева «Декоративно-прикладное искусство башкир» (1968) и др. Закладываются основы этнографического образования в вузах республики. В 1980-е годы в структуре Института истории языка и литературы создается Музей археологии и этнографии. Происходит специализация этнографических исследований.

## Этнические процессы
Этнические процессы башкирского народа, включающие в себя ассимиляцию, консолидацию, межэтническую интеграцию, этническую миграцию на территории Башкортостана начались в раннем железном веке и связаны с проникновением тюркских племён и формированием бахмутинской культуры, позднее — турбаслинской культуры, кушнаренковской культуры и др.
В 6—8 веках на территории Южного Урала происходит этническая миграция большой группы населения с самоназванием «башкорттар» из Средней Азии.
До переселения на Южный Урал часть башкирских племён кочевала в приаральско-сырдарьинских степях, вступая в контакт с кимаками, кипчаками, огузами, печенегами. К конца 9 — начала 10 веков башкирские племена и роды мигрировали на Южный Урал.
Башкирский археолог Н. А. Мажитов выдвинул гипотезу об автохтонном происхождении и развитии башкир, связывая возникновение кушнаренковской, караякуповской, турбаслинской, бахмутинской и других археологических культур с процессами становления древнебашкирского этноса
В 10—12 веках завершился процесс объединения башкирских племён. В период пребывания в составе Золотой Орды, Казанского ханства, Ногайской Орды и Сибирского ханства наметилось культурно-языковое деление башкир и оформление западных (степные и лесостепные районы) и восточных этнографических групп.
К 16 веку завершается процесс консолидации — объединение башкир в союз башкирских племён с единой этнической территорией, политической властью с присоединением Башкортостана к России. В составе башкирского народа происходит ассимиляция части тептярей, мишарей. После революции 1917 года и образования автономии, в ходе административно-территориальных реформ происходит этническая консолидация башкирского народа, формирование этнических групп башкир.
В процессе миграций населения за пределы Башкортостана (Оренбургская, Челябинская области, Татарстан и др.) появились расселённые диаспоры башкир.

## Этническое самосознание
Этническое самосознание башкир — осознание человеком своей принадлежности к башкирскому этносу; приверженность к этническим ценностям, родному языку, культуре, исторически сложившейся территории проживания отражает идеологию, мировоззрение, представления, убеждения, присущие этносу.
В становлении этнического самосознания башкир сыграло объединение башкирских племён в 9 в. в военно-политический союз во главе с Башгирдом, распространение единого надплеменного этнонима «башкорт». Политические, социальные и этнические процессы, последовавшие за присоединением Башкортостана к России, оказали влияние на дальнейшую объединение башкирского народа. Были юридически оформлены жалованные грамоты, в которых было закреплено вотчинное право башкир на свою территорию.
В 20 веке произошло образование автономии (БАССР) с государственными атрибутами — государственные герб, флаг, конституции Башкирской АССР, РБ. Обустроена столица республики — город Уфа. Это способствовало сохранению башкирской культуры, языка, религии и др. С конца 90-х годов 20 века в РБ созданы башкирские историко-культурные центры, общественные объединения башкир, возрождаются традиционные ремёсла, промыслы и т. д.

## Музыкальная этнография
Упоминания о музыкальном фольклоре башкир содержатся в описаниях арабских и европейских путешественников Средних веков, русских путешественников 18 века и др.
Систематическое изучение и собирание образцов башкирской народной музыки проводилось с начала 19 века. Этнографическое отделение Русского географического общества, Музыкальное-этнографическая комиссия при Этнографическом отделе Императорского общества любителей естествознания, антропологии и этнографии Московского университета в 19 веке также проводило эту работу.
Сбором образцов башкирской народной музыки во время экспедиций в Оренбургскую губернию (1856—1857) занимался М. Л. Михайлов, Г. Х. Еникеев записал около 500 башкирских, татарских народных песен и опубликовал их в сборнике «Башкирские и татарские песни». С начала XX века сбором башкирского музыкального фольклора занимались С. Габяши, И. А. Козлов, М. И. Султанов, А. А. Эйхенвальд. Часть песен удалось записать на фотограф.
В 1930-е годы в Уфе в Башкирском НИИ национальной культуры Ключарёвым велась работа по сбору и изучению башкирских народных песен. Составлены сборники «Башкирские народные песни», «50 башкирских народных инструментальных пьес и наигрышей для курая».
В годы Великой Отечественной композитор А. А. Эйхенвальд занимался анализом музыкального жанра узун-кюй, композиторы Ф. Е. Козицкий, А. Э. Спадавеккиа, Л. Б. Степанов, Н. И. Пейко, Н. К. Чемберджи занимались сбором и обработкой образцов башкирской народной музыки.
В 1954 году изданы музыкальные сборники «Башкорт халк йырдары» (Х. Ф. Ахметов, Л. Н. Лебединский и А. И. Харисов), «Башҡорт халҡ ижады» («Башкирское народное творчество»).
В последующие годы были изданы сборники «Башкорт халык ижады», «Башкирские народные песни и наигрыши», книга Р. С. Сулейманова «Жемчужины народного творчества Урала» (1995), книги «Боронго башҡорт скрипкаһы — ҡылҡумыҙ» (2001; «Старинная башкирская скрипка — кылкубыз»), «Песенное творчество иргизо-камеликских башкир» (2002); М. С. Алкина «Башкирская песня. Вокальные жанры в фольклоре башкир, традиции их исполнения» (2002); Д. Ж. Валеева «Аргаяш башҡорттарының рухи мираҫы» (1996; «Духовное наследие аргаяшских башкир», посвященное башкирам Челябинской области); Ф. А. Надршиной «Рухи хазиналар» (1992; «Духовные сокровища»), «Башҡорт халыҡ көйҙәре, йырлы-бейеүле уйындар» (1996; «Башкирские народные мелодии, песенно-плясовые игры»).

## Этнографические коллекции

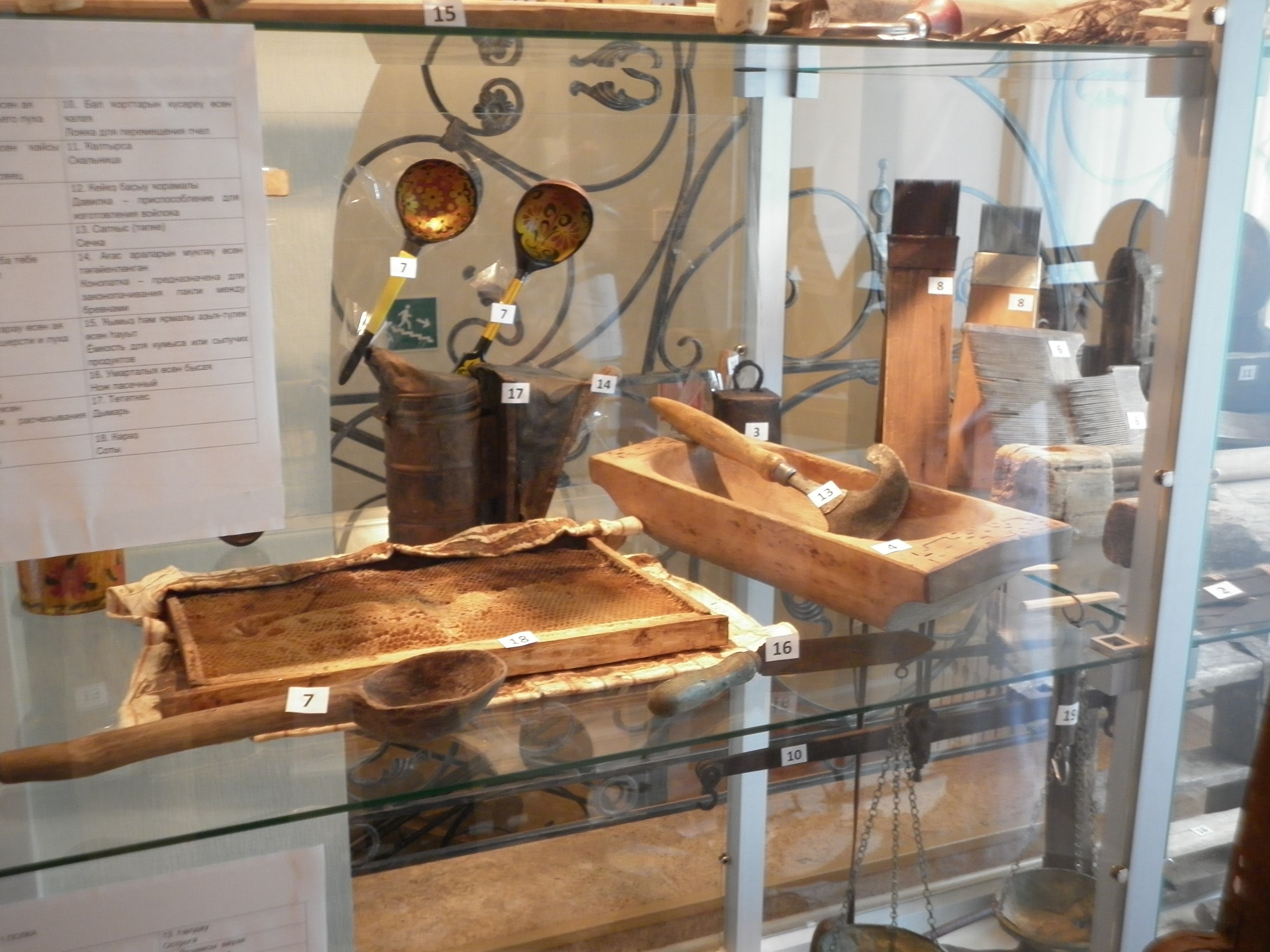
Экспонаты салаватского краеведческого музея

Башкирские этнографические коллекции c предметами материальной культуры этноса башкир формировались в ходе Академических экспедиций 1768—1774 годах, экспедиций этнографических, учёными 18—21 веков.
В Российском этнографическом музее в С.-Петербурге хранятся 25 коллекций и 1600 предметов по этнографии башкир. Большая часть коллекции (предметы вооружения, охоты, рыболовства, бортничества, средств передвижения, интерьера традиционного, комплексы и отд. элементы костюма башкирского, украшения традиционные, утварь, муз. инструменты и др., фотографии антропологических типов башкир, видов жилищ, хозяйственных построек, праздников и др.) была собрана С. И. Руденко. Там же хранятся экспонаты по этнографии башкир 19 века (предметы одежды, головные уборы, украшения и др.), переданные в 1948 году московским Музеем народов СССР; коллекции предметов декоративно-прикладного искусства башкир.
В Государственном историческом музее в Москве находятся собранные в ходе экспедиции В. Н. Белицер материалы по народному творчеству и быту башкир (24 предмета), в Музее игрушек (г. Сергиев Посад) — детские игрушки.
В Музее антропологии и этнографии им. Петра Великого в С.-Петербурге хранятся 8 коллекций, 101 предмет, собранные в ходе экспедиции П. С. Палласом (1774; ювелирные украшения, жен. колпак и др.), А. К. Марковым (1890; резная деревянная цепь), П. И. Небольсиным (1891; украшения резьбой ижау), Н. Ф. Арепьевым (1912; коллекция тканей, мужской и женские костюмы, головные уборы, обувь и др.), Д. К. Зелениным (переданы в 1965; орудия труда, вышитые полотенца, хараусы) и др.
В Эрмитаже в С.-Петербурге хранится украшенный монетами нагрудник.
В Музее древностей Оренбургского края были размещены коллекции по этнографии башкир.
В Венгерском этнографическом музее в Будапеште хранятся 225 предметов и 86 фотографий (инструкции по сборке и установке юрты у юго-восточных башкир), собранные в 1909 году Д. Месарошем в ходе поездки по Оренбургской и Пермской губерниям.
В Национальном музее Республики Башкортостан действует экспозиция по этнографии башкир.
В Художественном музее им. М. В. Нестерова хранятся образцы узорного ткачества, резных ижау (ковш).
В Музее археологии и этнографии — хозяйственная утварь, войлочная юрта с реконструкцией интерьера, коллекция нагрудных украшений (17 предметов; украшены серебряными монетами, подвесками, кораллами, бусами из стекла и полудрагоценных камней), собранных Н. В. Бикбулатовым, С. Х. Долотказиной, Н. Ф. Шакировой (Гайнуллиной).
Этнографический музей при БашГУ (ныне Уфимский университет науки и технологий) — предметы земледелия, пчеловодства, оружие, музыкальные инструменты.
В Салаватском краеведческом музее хранятся предметы домашней утвари, одежда башкир.

## Музеи
Музей археологии и этнографии Учреждения Российской академии наук.
Институт этнологических исследований УНЦ РАН.
Национальный музей Республики Башкортостан.

## Этнографическое образование
Этнографическое образование и изучение этнографии башкир проводится в научных и учебных заведениях РБ:
Башкирский государственный университет (ныне Уфимский университет науки и технологий) — кафедра истории РБ, археологии и этнологии.
Институт истории, языка и литературы БФАН.